# 天成路
天成路是一條廣東省廣州市越秀區的道路，南北走向，位於詩書路以南，一德路以北。全長398米，寬9米。

## 歷史

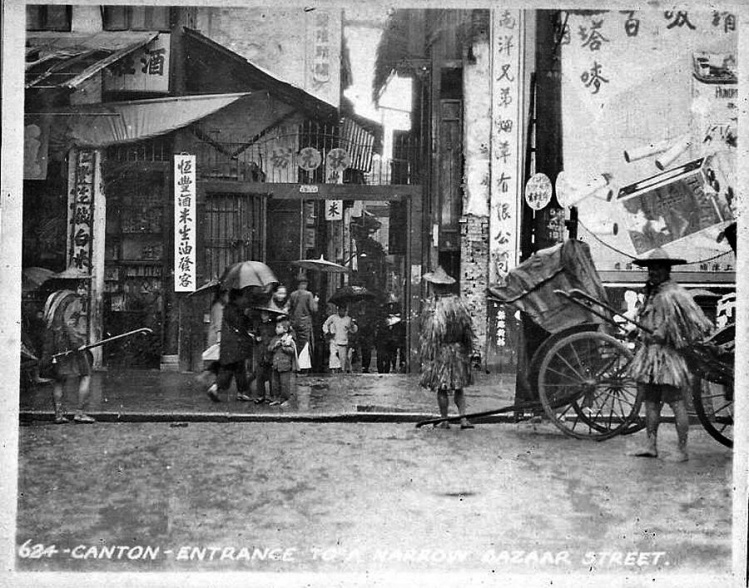
中華民國時期，狀元坊在天成路的出口。

南宋以前，天成路還是一片汪洋，南宋以後，南城外逐漸成陸，經過元、明兩朝的開發，漸成街衢市井，那時這裡叫天平街，北端連接詩書街、木牌坊和紙行街。有不少順德、南海和番禺人氏到此地開造紙作坊，漸漸從天平街至紙行街，聚集不少土紙行、色紙行。
到明朝時已經有大批紙張、油墨等印刷品商賈雲集，成為當時大陸數一數二的印刷一個墟。那時候，“老天成”幾乎每家商戶都供奉著蔡倫祖師，早晚上香。
1931年，廣州市政府擴建天平街，後改名天成路。
文化大革命時期，天成路被當局改名為“紅書南路”，1982年才復名。

## 特色
天成路，在中國現代印刷包裝業興起前，就已經興旺，是廣州市著名的印刷、包裝一條街，有超過300多年歷史。由於鄰近狀元坊精品街，節假日人流、車流擁擠，交通繁忙。

## 歇后语
该路名一句歇后语：天成路——靠指(同纸，即纸行路)，用以形容那些自己不动手，喜欢指挥别人干活的人，

## 道路旁著名建築
由北往南排列
- 狀元坊

## 與之交匯道路
道路顺序由北往南排列
- 大德路
- 大新路
- 一德路

## 公共交通
巴士
- 天成路站

地鐵
- 广州地铁6号线一德路站

均在鄰近天成路位置設有出口。